# Tystberga
Tystberga – miejscowość (tätort) w Szwecji, w regionie administracyjnym (län) Södermanland (gmina Nyköping).
Miejscowość położona jest w prowincji historycznej (landskap) Södermanland, ok. 20 km na północny wschód od Nyköping przy linii kolejowej Åby (Norrköping) – Nyköping – Järna (Nyköpingsbanan). Na zachód od Tystbergi przebiega trasa europejska E4.
W 2010 r. Tystberga liczyła 828 mieszkańców.